# Benjani Mwaruwari
Benjamin Mwaruwari (Bulawayo, 13 de agosto de 1978) é um ex-futebolista zimbabuano que atuava como atacante. 

## Carreira
Mwaruwari (ou Benjani, como também era conhecido) começou a carreira no Jomo Cosmos, onde ficou por dois anos atuando pelo time da África do Sul. Depois transferiu-se para o futebol suíço, atuando pelo Grasshoppers. Em seguida, recebeu a excelente proposta do Auxerre, da França, onde ficou por três temporadas do Campeonato Francês de Futebol.
Após se destacar no Portsmouth por três temporadas do Campeonato Inglês, foi contratado pelo Manchester City em 2008, marcando um gol em sua estreia, no dérbi contra o Manchester United que marcou os 50 anos da morte de 8 jogadores dos Red Devils no desastre aéreo de Munique.
É o terceiro jogador do Zimbábue a jogar na Inglaterra: os dois anteriores foram Bruce Grobbelaar e Peter Ndlovu. Na Albion, o atacante defendeu ainda o Sunderland, por empréstimo, em 2010. Após uma segunda passagem no Portsmouth, voltou ao futebol sul-africano em 2012, encerrando a carreira em 2014, jogando por Chippa United e BIDVest Wits.

## Seleção nacional
Junto a sua seleção nacional, pela qual estreou em 1999, Benjani disputou apenas uma competição internacional: a Copa das Nações Africanas de 2006, onde marcou um dos dois gols de sua seleção na competição.
Com 31 jogos e 8 gols marcados, o atacante deixou a Seleção Zimbabuana em 2010, no empate sem gols contra Cabo Verde.